# Albatros galapážský
Albatros galapážský (Phoebastria irrorata) je druh trubkonosého ptáka z rodu Phoebastria, jehož hlavní kolonie se nachází na ostrově Española (součást Galapážského souostroví). Méně než 1 % populace hnízdní i na ekvádorském ostrůvku Isla de la Plata, takže se nejedná o striktního endemita Galapág.

## Systematika

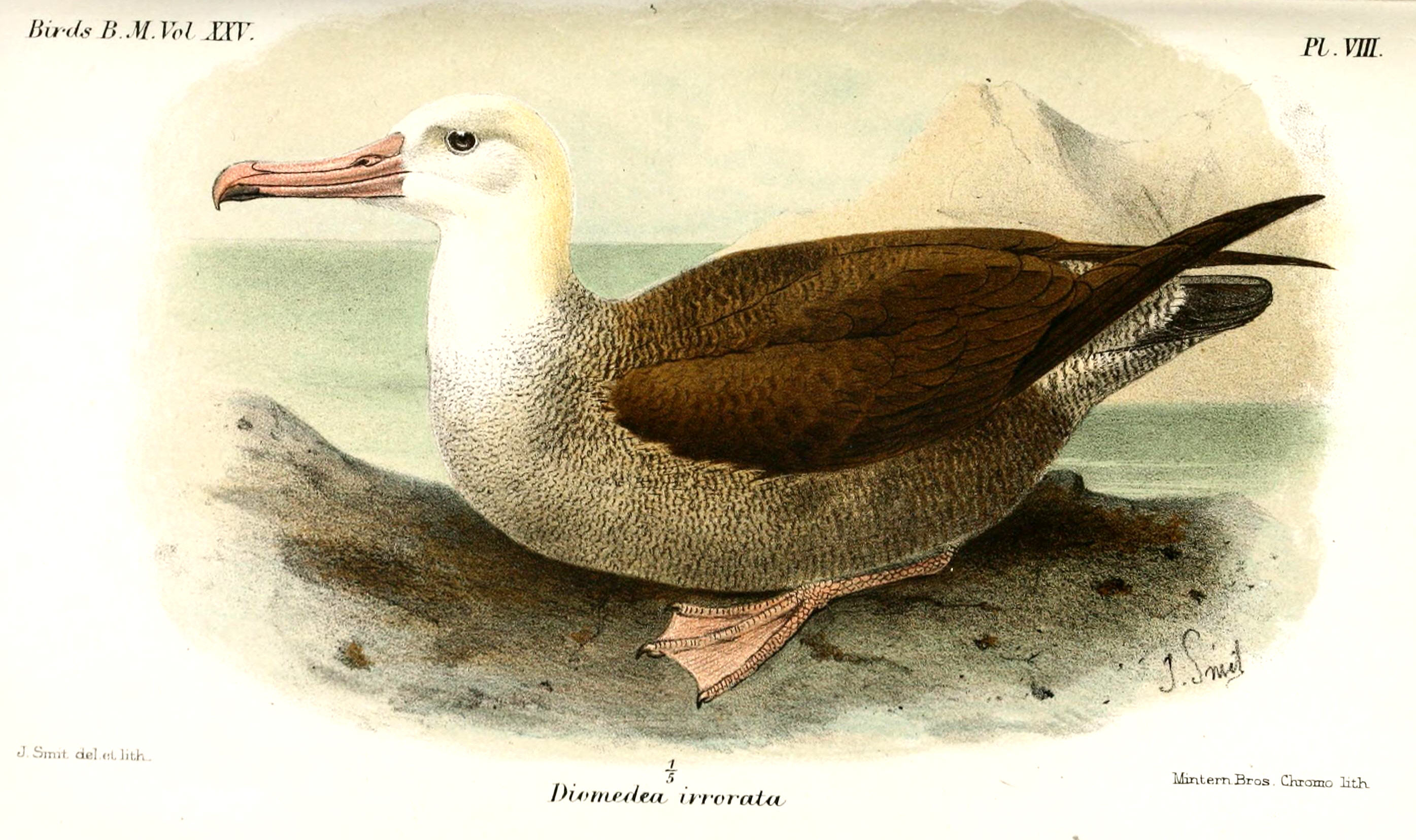
Ilustrace albatrosa galapážského (Joseph Smit, 1896)

Druh popsal anglický přírodovědec Osbert Salvin v roce 1883 jako Diomedea irrorata. Tradičně se řadil do rodu Diomedea, avšak po revizi albatrosovitých z roku 1996 se začal zařazovat do staronově ustanoveného rodu Phoebastria, což respektuje i moderní taxonomie. Druhové jméno irrorata pochází z latinského irroratus, což by se dalo přeložit jako „pokrytý rosou“.

## Výskyt a početnost
Jak už druhový název napovídá, albatros galapážský se vyskytuje na Galapážských ostrovech, resp. podél jižního pobřeží ostrova Española. Několik párů hnízdí i na Isla de la Plata, což je maličký ostrůvek u ekvádorského pobřeží politicky patřící k provincii Manabí. V době hnízdění se albatrosi galapážští zalétávají krmit do peruánských vod a v době mimo hnízdění se rozlétnou na východ a jihovýchod do vod kontinentálních šelfů u Peru, Ekvádoru a severního cípu Chile. Výjimečně mohou zalétnou ke kolumbijskému pobřeží, nicméně rovník překračují jen vzácně. Jedná se o jediného albatrosovitého ptáka, který je primárně rozšířen v tropické oblasti.
Celková populace se v roce 2001 odhadovala na cirka 35 tisíc jedinců. Drtivá většina této populace hnízdí na ostrově Española, na Isla de la Plata připadá jen 10 až 20 hnízdních párů.

## Popis

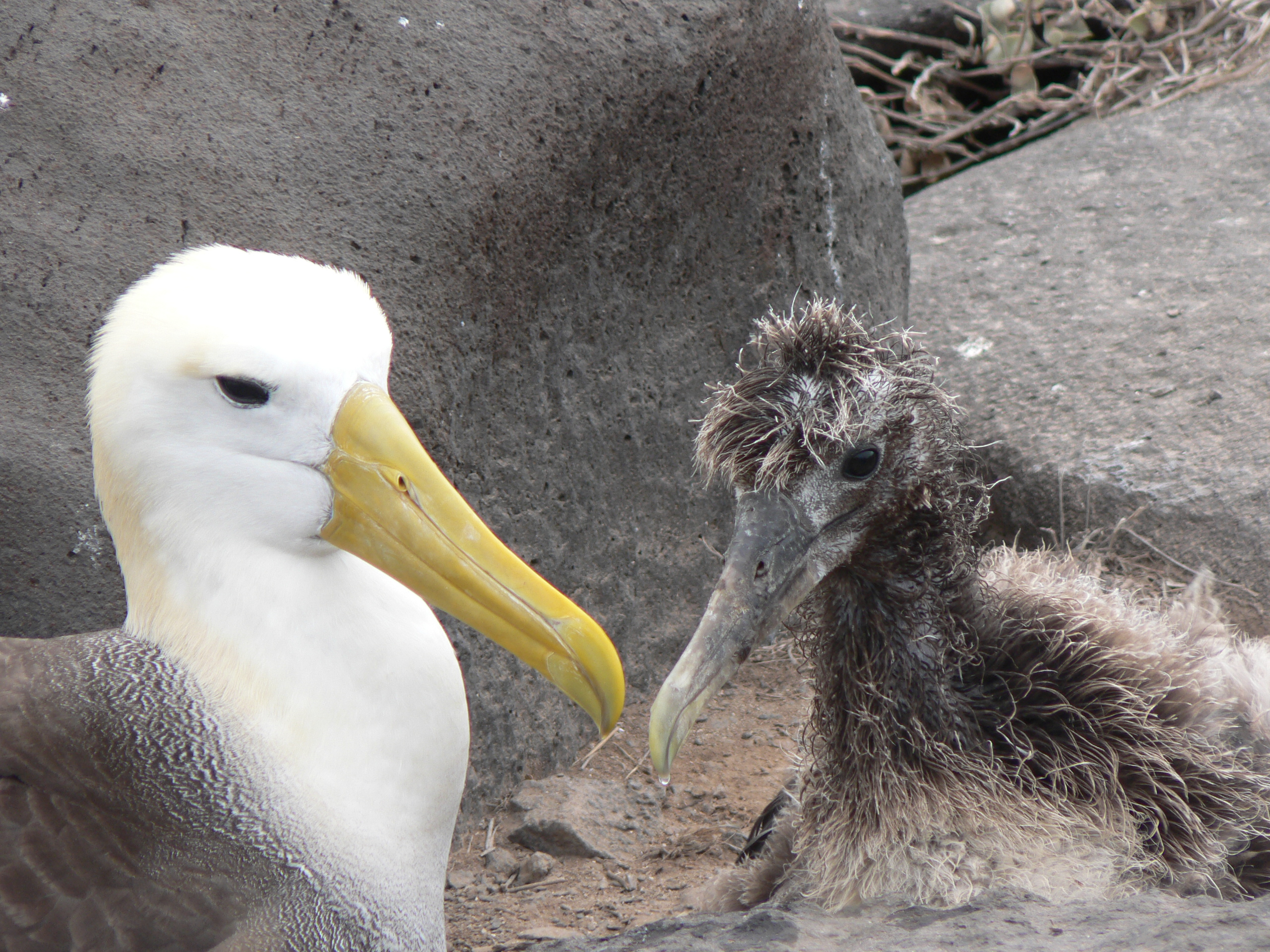
Dospělec v mládětem

Tento středně velký albatros dorůstá délky 90 cm, jeho rozpětí křídel se pohybuje kolem 230 cm, váha osciluje kolem 2 kg. Pro druh je typický velmi dlouhý žlutý zobák, dlouhý krk a postoj působící shrbeným dojmem. Vzhledem k délce těla má vůbec nejdelší zobák ze všech albatrosovitých. Svrchní strana křídel, hřbet, kostřec a ocas jsou hnědé s jemným bílým proužkováním, které se zintenzivňuje směrem k ocasu. Hlava a krk jsou bílé, zadní části hlavy a šíje jsou nažloutlé. Horní část hrudi je bílá, avšak postupně v nižších částech hrudi přechází do hnědé, která pokrývá i břicho. Spodní strana křídel je většinou tmavá, pouze loketní krovky jsou s výjimkou okraje křídel světlejší.

## Biologie
Vzhledem k absenci silných větrů v oblasti tropů se albatros galapážský pohybuje na albatrosa poněkud nezvykle: převažuje třepotavý let, k dynamickému plachtění dochází jen zřídka. Tento druh se pohybuje primárně pomocí rozvážného, hlubokého máchání křídel. Jedná se o plachého ptáka, který jen málokdy následuje lodě. Na moři se u potravních zdrojů někdy sdružuje do volných hejn s terejem modronohým. Živí se hlavonožci, rybami a korýši. Může se u nich vyskytovat kleproparazitické chování.

### Hnízdění
Albatros galapážský tráví většinu času na moři a na pevninu zalétá pouze za účele hnízdění. Hnízdní stanoviště druhu tvoří převážně spoře zarostlé plochy osety lávovými balvany. Do kolonií se navrací v březnu. Stejně jako u řady dalších albatrosovitých, formování i udržování páru doprovází komplexní ritualizované namlouvací tance. Od polovina dubna do konce června samice klade vždy jen jedno velké vejce. Průměrná doba hnízdění trvá 167 dní a do konce prosince už jsou mladí i dospělí jedinci z kolonie pryč.
Mladý jedinec se může do kolonie vracet již ve 2. roce života. Poprvé zahnizďuje nejdříve ve 4 letech, typicky však ještě o jeden či dva roky později. V roce 2016 byl nejstarší známý jedinec starý 40,8 let.

Ukázka namlouvacích tanců
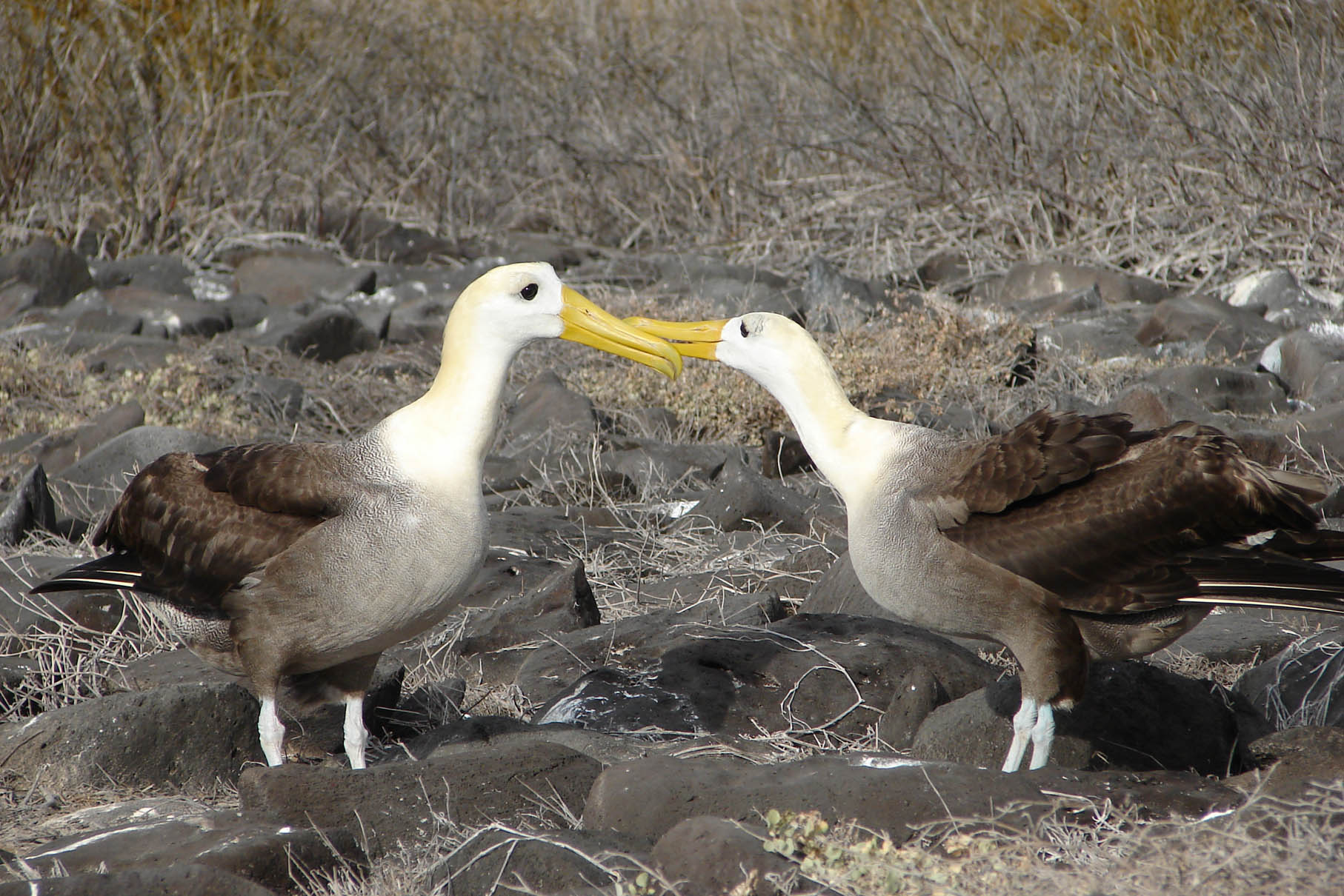
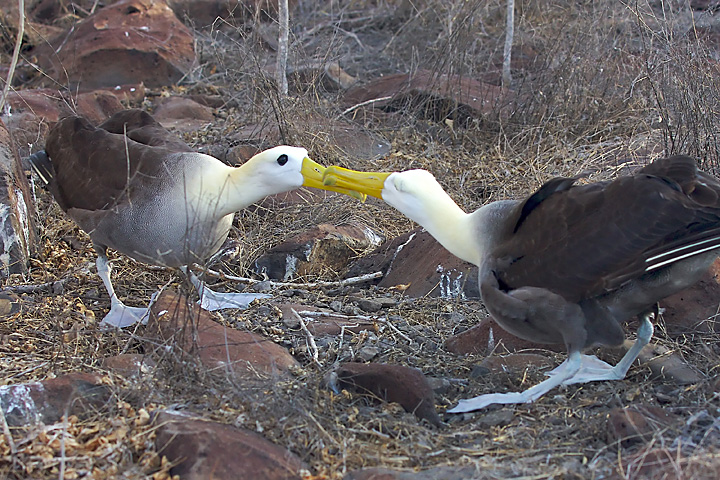
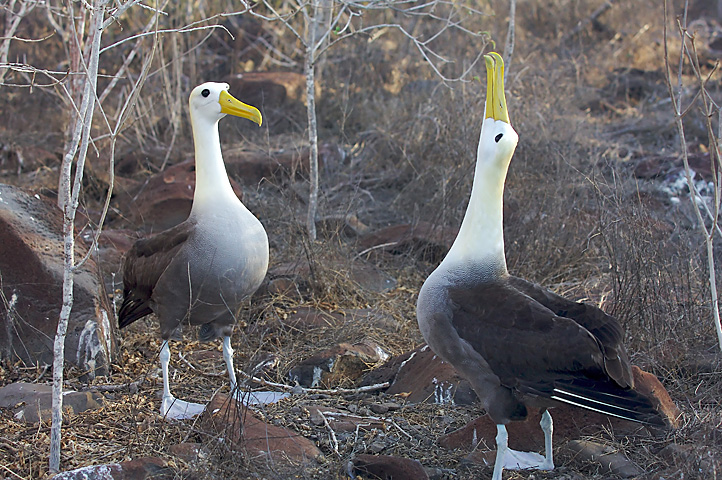
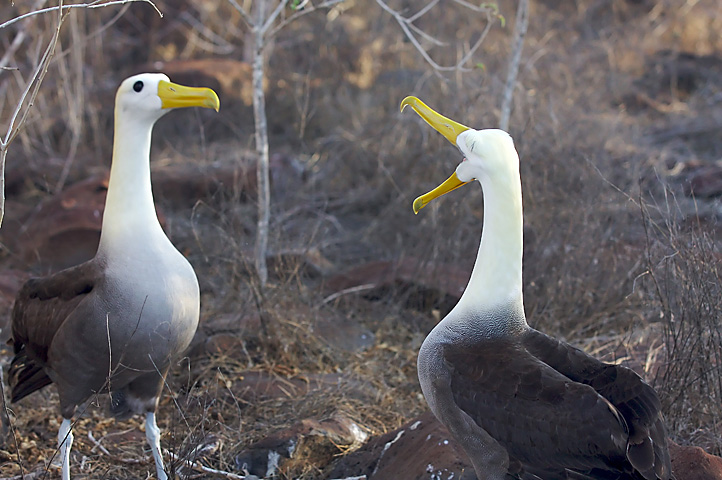
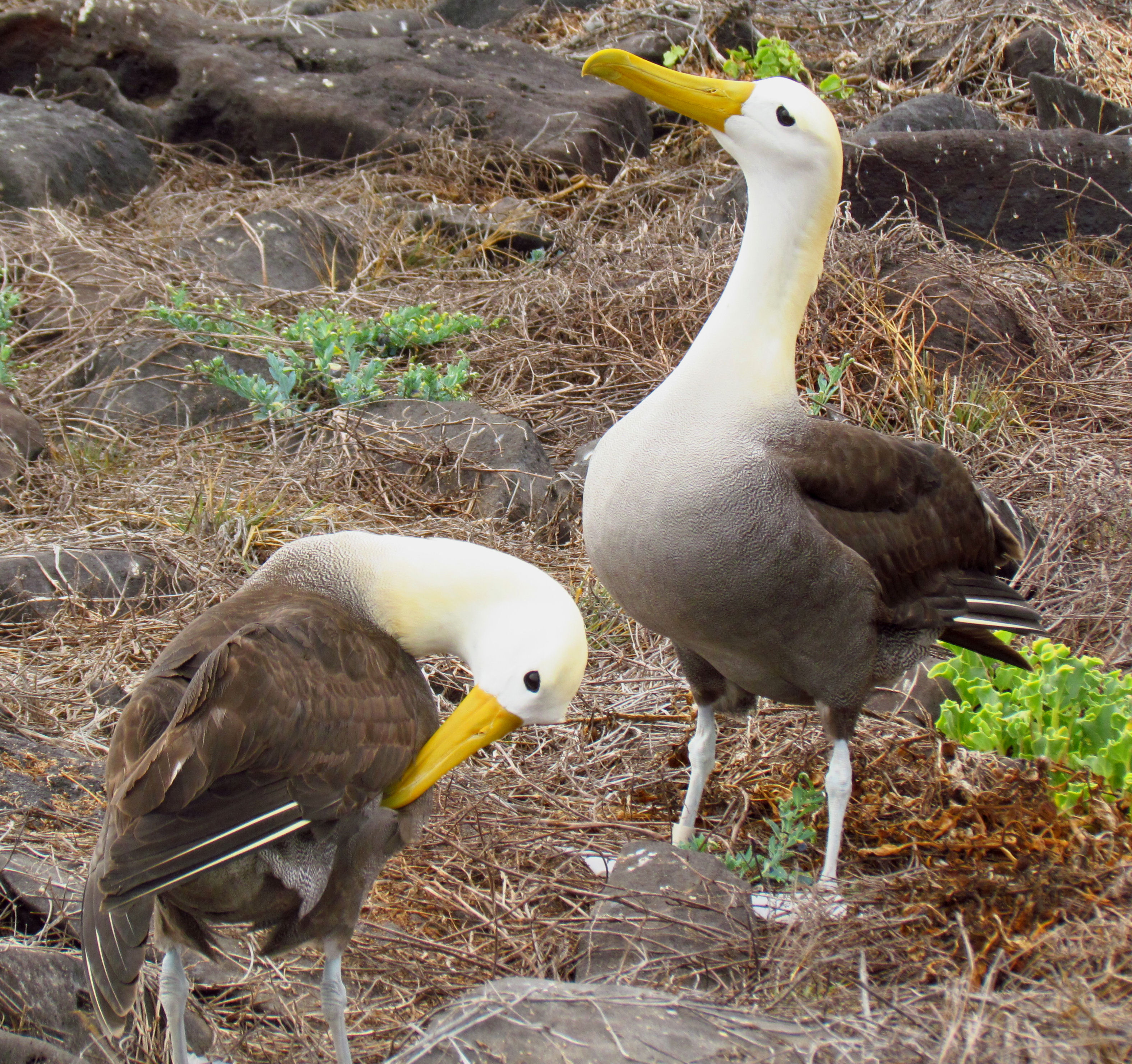

## Ohrožení
Albatros galapážský je považován za kriticky ohrožený druh. Tento pták má totiž extrémně malý areál hnízdění, který se prakticky omezuje na jediný ostrov. Populace albatrosa galapážského je navíc na ústupu vlivem nechtěných odlovů během rybaření jak místních domorodců, tak větších komerčních rybářských operací. Druh je náchylný změnám teplot a během jižní oscilace fenoménu El Niño vykazoval větší úmrtnost dospělců i zvýšenou interakci s rybářským náčiním. Hrozbu představují i introdukovaní komáři, kteří v minulosti způsobili zavrhnutí vajec i přesuny vajec dospělci, což často končí ztrátou vejce. Šíření parazitů a nemocí jako jsou ptačí neštovice rovněž mohou mít na populaci negativní vliv.